# Bredtjärnen (Ljusnarsbergs socken, Västmanland)
Bredtjärnen är en sjö i Ljusnarsbergs kommun i Västmanland och ingår i Norrströms huvudavrinningsområde.